# Q-Force
Q-Force és una sèrie de comèdia animada per a adults estatunidenca publicada a Netflix.A l'abril de 2019, Netflix va ordenar 10 episodis de la sèrie, amb Gabe Liedman com a show runner, juntament amb Sean Hayes, Todd Milliner i altres com a productors executius. Va ser llançat el 2 de setembre de 2021.

## Premissa
Aquesta sèrie tracta sobre la Queer Force (Q-Force), un grup de superespies LGBT infravalorats, i està centrada en un agent secret gai que és com James Bond, Steve Marywhether (també conegut com Agent Mary), mentre intenten demostrar-se aventures personals i professionals.Un dia, Mary decideix demostrar-se davant l'Agència Americana d'Intel·ligència (AIA), resoldre un cas i obtenir l'aprovació d'aquesta, però han d'afegir un nou membre al seu equip, un home heterosexual.

## Repartiment de veu i personatges
- Steve Maryweather (amb la veu de Sean Hayes)[5] - També conegut com l'agent Mary, Steve va ser una estrella en ascens de l'AIA abans de proclamar-se gai. Encapçala l'equip Q-Force format per ell mateix, Stat, Twink i Deb.
- Director Dirk Chunley (amb la veu de Gary Cole)[5] - El director de l'AIA que és recte i ferm.
- Agent Rick Buck (veu de David Harbour)[5] - Un agent directe que va entrar a l'equip Q-Force un cop es van convertir en espies oficials, servint com a enllaç entre ells i l'AIA.
- Stat (amb veu de Patti Harrison)[5] - Un furoner que forma part de la Q-Force i que té un secret propi.
- V (amb veu de Laurie Metcalf)[5] - La subdirectora de l'AIA i la dona de més alta categoria de l'agència, que té un punt feble per a Mary.
- Twink (amb la veu de Matt Rogers)[5] - Un francocanadenc gai que és un "mestre de la disfressa drag" i que forma part de la Q-Force.
- Deb (veu de Wanda Sykes)[5] - Una mecànica lesbiana molt hàbil que forma part de la Q-Force i té una dona.
- Benji (amb veu de Gabe Liedman)[5] - Un home gai que és l'interès amorós de Mary i que sovint està en perill a causa de la seva proximitat amb la Q-Force.
- Mira Popadopolous (veu de Stephanie Beatriz)[5] - La princesa de Gyenorvya que surt amb Buck.